# Стеван Каранац
Стеван Каранац (Крагујевац, 1986) српски је оперски певач - тенор, солиста Опере Српског народног позоришта у Новом Саду и докторанд  извођачких уметности на катедри за соло певање Факултета музичке уметности у Београду, у класи редовног професора Николе Мијаиловића.

## Образовање
Школовање гласа започиње у музичкој школи „Др Милоје Милојевић“, у Крагујевцу, 2009. године у класи професорке Лидије Јевремовић Софије. Након убрзаног школовања, по Индивидуалном образовном плану (ИОП3), студије соло певања уписује на Факултету музичке уметности у Београду 2014. године. Основне академске студије завршава у класи ред. проф. Николе Мијаиловића, где у академској 2018/19. години завршава и мастер академске студије, улогом Родолфа у опери „Боеми“, Ђакома Пучинија, на сцени „Јован Ђорђевић“, Српског народног позоришта у Новом Саду. Завршио је студије Оперског студија „Борислав Поповић“, Народног позоришта у Београду, током сезоне 2016/2018 и усавршавао се на бројним мајсторским курсевима светски признатих уметника - оперских певача, редитеља и диригената. Студент је мастер студија Позоришне режије на Академији умјетности у Бањој Луци, у класи професора Владана Ђурковића.

## Награде
Током школовања награђиван је највишим наградама на бројним међународним такмичењима у Србији и Европи. Стипендиста је Фонда за младе таленте „Доситеја“, током школовања у Крагујевцу, као и бројних интернационалних фестивала и удружења, током студија. Вишеструко награђиван од Факултета музичке уметности, а издваја се награда из фонда Јелене Михаиловић - понео је награду најбољег студента студијског програма за соло певање у академској години 2016/2017, као и награду из фонда Бисерке Цвејић - најбољем дипломираном студенту соло певања који покаже изузетне вокалне и ивођачке резултате у домену оперске литературе, за 2020.годину.

## Каријера
Богату концертну активност бележи у Србији и иностранству уз значајне диригенте и ансамбле. Осим концертног, односно камерног репертоара за клавир и глас, наступа у концертном репертоару изводивши кантате, мисе и ораторијуме: Requiem - Моцарт, War requiem – Бритн, Siehe, Finsternis bedecket das Erdre ich - Роле, 9. Sinfonie - Бетовен, 1. симфонија – Скрјабин,  Carmina burana - Орф,  Magniﬁcat - Бах, Membra Jesu nostri - Букстехуде, Dixit Dominus - Хендл и друге.
У својим оркестрацијама, аранжманима за оркестар и глас премијерно у Србији изводи соло песме Франца Шуберта и Милоја Милојевића. Аранжмане и редукције ради за призната позоришта, ансамбле, солисте и композиторе у Србији. Као композитор опере „Амор мунди“, на либрето визуелне уметнице и либретистиње Жужане Ардо, представљен је на Кингс колеџу у Лондону. Каријеру ипак посвећује извођењу оперског репертоара у театрима у Србији и иностранству (Хрватска, Црна Гора, Босна и Херцеговина, Северна Македонија, Бугарска, Мађарска, Молдавија, Русија, Немачка, Швајцарска, Португал, Шведска, Италија, Јордан, Шпанија, Молдавија). Дебитује улогом Владимира Ленског у адаптацији опере „Евгеније Оњегин“, Петра Иљича Чајковског, 2014. године, а потом се остварује у преко тридесет солистичких рола. Први кораци на сцени везују га за Опероса оперски фестивал у Црној Гори и оперских представа за младе у Опери и театру Мадленијанум, а од исте, 2014. године остврује и наступе у Народном позоришту у Београду. Најзапаженије главне улоге које тумачи су: Менгоне („Апотекар“, Хајдн), Бастијен („Бастијен и Бастијена“, Моцарт),Тамино („Чаробна Фрула“, Моцарт, на српском и немачком језику), Дон Отавио („Дон Ђовани“, Моцарт), Ферандо („Тако чине све“, Моцарт), Ернесто („Дон Пасквале“, Доницети), Неморино („Љубавни напитак“, Доницети), Ринучо („Ђани Скики“, Пучини), Родолфо („Боеми“, Пучини), Алфредо („Травијата“, Верди), Војвода од Мантове („Риголето“, Верди), Манрико („Трубадур“, Верди), Радамес („Аида“, Верди), Дон Жозе („Кармен“ и „Трагедија Кармен“, Бизе), Фауст („Фауст“, Гуно), Полионе („Норма“, Белини), Гроф Алберто („Прилика ствара лопова“, Росини), Владимир („Владимир и Косара“, Стеван Дивјаковић) и друге.
У току студија оснива камерни трио Youkali, а потом учествује у оснивању асоције младих оперских уметника Bell’Opera, и Удржењу уметника ArtNet, као и камерног триа Pïcanto. Педагошки рад остварује у музичкој школи „др Милоје Милојевић“ у Крагујевцу. Уметнички је директор интернационалног такмичења Angel voice Classic.

## Радијске и телевизијске емисије
Стеван остварује трајне записе бројних извођења, која су снимљена и емитована на радио-телевизијским станицама, као и гостовања у телевизијским и радијским емисијама:
1. Телевизијска емисија „Волим класику“ [3], 5. фебруар 2023;
2. Извођење опере „Риголето“ [4] на Опери на води, 2022. емитовано на Радио-телевизији Србије;
3. Светска премијера опере „Владимир и Косара“ [5], 2022. Српско народно позориште у Новом Саду, емитована на Радио-телевизији Србије;
4. Премијера опере „Аида“ [6],  2021. на отвореном на Петроварадинској тврђави у Новом Саду, емитована на Радио-телевизији Србије;
5. Извођење опере „Риголето“ [7], 2019. у оквиру Калеидоскопа културе, емитовано на Радио-телевизији Војводине;
6. Радијска емисија „Кон анима“ [8], 17. септембар 2022. Радио Београд 2, емисију уређује и води Исидора Бован;
7. Радијска емисија „Кон анима“ [9], 12. јун 2021. Радио Београд 2, емисију уређује и води Владислава Вуколић;
8. Радијска и телевизијска емисија „Студио 6 - Оперски соаре“ [10][11], РТС 3, 31. децембар 2019;
9. Радијска емисија „Сусретања“ [12], 19. јул 2022. Радио Београд 1, аутор и водитељ Теа Димитријевић;
10. Радијска емисија „Сусретања“ [13], 23. мај 2019. Радио Београд 1, аутор и водитељ Теа Димитријевић.

## Чланци и интервјуи
1. Чланак [14] поводом наступа за Дан града Суботице, 31. август 2023;
2. Чланак и интервју [15] поводом наступа на фестивалу у Зрењанину, дневне новине и портал „Политика“, уредила Биљана Лијескић, 9. август 2023;
3. Чланак [16] поводом наступа - Чачак - Националној престоници културе, извођење кантате „Кармина Бурана“, Карла Орфа, 2. јул 2023., уредила Зорица Лешовић Станојевић;
4. Чланак [17] поводом прославе 91.године постојања и рада Задужбине Илије М. Коларца, 5. фебруар 2023. на порталу Telegraf.rs;
5. Чланак [18] поводом извођења кантате „Кармина Бурана“, Карла Орфа на Ушћу, у оквиру ЦЕБЕФ-ових „Classical Sessions“ програма -  „Музичка визија Балкана“;
6. Интервју за портал „iKragujevac“ [19], уредио Марио Бадјук, 16. април 2022;
7. Позоришне новине - април 2022. страна 3.[20] поводом стогодишњице од првог извођења опере „Травијата“ у Народном позоришту у Београду;
8. Чланак [21] поводом стогодишњице од првог извођења опере „Травијата“ у Народном позоришту у Београду, 9. април 2022., аутор Сузана Судар, портал nova.rs;
9. Чланак [22] поводом стогодишњице од првог извођења опере „Травијата“ у Народном позоришту у Београду, 8. април 2022., аутор Биљана Лијескић, дневне новине и портал „Политика“;
10. Поводом наступа на НОМУС-у, интервју [23] за лист „Дневник“, уредила Наташа Пејчић, 28. октобар 2021.